# Apolodoro de Damasco
Apolodoro de Damasco (Damasco, 50 — Roma, 130) foi um dos principais arquitetos do Império Romano.
Como arquiteto oficial do imperador Trajano, que reinou de 53 a 117, foi o responsável pelas construções mais prestigiosas daquele governo, mantendo sua posição no início do governo do imperador Adriano. Caiu em desfavor, porém, por criticar o desenho que o imperador queria impor para um templo.
Sua reputação se deve sobretudo à fusão que obteve dos estilos helenístico e oriental de arquitetura.